# Rogelio Flores Curiel
Rogelio Flores Curiel (1924-2008) militar y político mexicano, gobernador del estado de Nayarit, México, durante el periodo de 1976 a 1981. Nace en Tepic en 1924. Casado con la señora América Manríquez de Flores Curiel, destacada compositora, originaria de La Paz, B.C.S.

## Biografía
Estudia en el Colegio Militar y se gradúa con honores en la Escuela del Estado Mayor del Colegio Nacional de Guerra de Estados Unidos. Fue cercano colaborador del General de División Agustín Olachea Avilés, cuando este fue Comandante de la 13/a Zona Militar con sede en Tepic, Nayarit; de la 15/a Zona Militar con sede en Guadalajara, Jalisco; Gobernador de Baja California Sur (1946-1956), presidente del Comité Ejecutivo Nacional del Partido Revolucionario Institucional (PRI) (1956-1958) y titular de la Secretaría de la Defensa Nacional (1958-1964), donde con el grado de teniente coronel DEM sería secretario particular del C. general secretario. Es agregado militar en la embajada mexicana en El Salvador (1959-1961), fue elegido senador suplente por Nayarit (1964-1970); senador propietario por el Estado de Nayarit (1970-1976); subdirector del Colegio Militar (1968-1969) y jefe de la Policía del Distrito Federal (1970-1971) cuando se produjo la Matanza del Jueves de Corpus Christi, tras la cual dimitió, para regresar a su escaño en el Senado de la República, hasta que fue postulado como candidato del Partido Revolucionario Institucional a la gubernatura de Nayarit, en las postrimerías del sexenio presidencial de Luis Echeverría Álvarez, con el que Flores Curiel coincidió cuando era Secretario Particular del Presidente del Comité Ejecutivo Nacional (CEN) del PRI (el general  Olachea Avilés) y el que después sería Presidente de México (1970-1976) era el Oficial Mayor del Partido. 
Como Gobernador (1976-1981) cargo que se dice ganó mediante un supuesto fraude electoral contra el candidato del Partido Popular Socialista (PPS), Alejandro Gascón Mercado, ante una reñida elección; con el grado militar de Coronel Diplomado de Estado Mayor tomó posesión de la gubernatura el 1 de enero de 1976; promueve numerosas obras carreteras y urbanas, como el libramiento carretero de Tepic, el Polifórum de la Alameda de Tepic, la Avenida Insurgentes; el edificio de bomberos; el hospital del IMSS; así como el Parque de La Loma con su famoso "trenecito", espacio público que registró una importante transformación y que es referente de diversas generaciones de nayaritas; también inició el Teatro del Pueblo; se construyó la Casa de Gobierno; se reencauzó el Río Mololoa; se dice que fue un buen Gobernador y que con ese puesto también se ha dicho coloquialmente que –en la práctica– ha sido el mejor alcalde que ha tenido Tepic, toda vez la modernización, embellecimiento y numerosas obras públicas que registró la capital del Estado. También se hicieron diversas obras en todos los municipios del Estado. Envía al Congreso local una iniciativa para recortar en más de tres meses su ejercicio constitucional, de tal modo que a partir de 1981 los gobernadores de Nayarit toman posesión el 19 de septiembre de cada seis años y no el 1 de enero. Promovió una buena parte del marco jurídico vigente en el Estado, el cual fue actualizado, modernizando la administración pública. Su lema era "Nayarit en paz y trabajando"; pacificó y puso orden en el Estado, que previamente registraba altos índices de inseguridad. Su esposa, América Manríquez de Flores Curiel, realizó una importante labor asistencial. Entre otros aspectos promovió el Centro de Rehabilitación del DIF; es autora de la canción "San Blas" interpretada y grabada por el cantante José José. Entre los colaboradores del Gobernador Flores Curiel, se ubica como Secretario de Finanzas, el C.P. Antonio Echevarría Domínguez, quien tiempo después sería Gobernador del Estado. Fue notorio que cuando el sucesor de Flores Curiel, Emilio M. González, rindió su primer informe de gobierno, al mencionarse la presencia del coronel Flores Curiel en calidad de exgobernador, este recibió un prolongado aplauso de pie por parte de los asistentes en reconocimiento a su labor. Posteriormente fue ascendido a General Brigadier y fue Jefe del Resguardo Aduanal Federal de la Secretaría de Hacienda y Crédito Público (SHCP).